# Nanna Koerstz Madsen
Nanna Koerstz Madsen (sinh ngày 23 tháng 10 năm 1994) là một tay golf chuyên nghiệp người Đan Mạch. Cô tham dự Thế vận hội Mùa hè 2016 ở Rio de Janeiro, Brasil và giành vị trí đồng hạng 13. Cô hiện đang thi đấu tại LPGA Tour của Hoa Kỳ cũng như Ladies European Tour (LET).
Vào cuối mùa giải 2014, Madsen là tay golf nghiệp dư xuất sắc nhất trên bảng xếp hạng golf nghiệp dư thế giới. Cô thi đấu trong một kỳ học tại Đại học South Carolina và giành một chức vô địch.

## Sự nghiệp chuyên nghiệp
Madsen lần đầu tham dự Ladies European Tour vào năm 2015. Cô nhận vé tham gia LET nhờ vô địch Lalla Aicha Tour School. Tại Ladies European Tour 2015, cô đứng thứ 9 trên bảng xếp hạng Order of Merit. Cô giành chức vô địch Tipsport Golf Masters 2016. Tại Ladies European Tour 2016, cô đứng thứ 6 trên bảng xếp hạng Order of Merit. Cô dành mùa giải 2017 tại Symetra Tour để có cơ hội chơi tại LPGA Tour. Cô giành ba chức vô địch tại Symetra Tour và nhận suất "Battlefield Promotion" lên chơi tại LPGA Tour, tham dự ba giải golf của LPGA từ tháng 8 tới tháng 9. Cô bắt đầu dự LPGA Tour từ đầu mùa 2018.

## Chức vô địch chuyên nghiệp

### Ladies European Tour
- Tipsport Golf Masters 2016

### Symetra Tour
- 2017 Symetra Classic, Fuccillo Kia Championship, Danielle Downey Credit Union Classic

### Khác
- 2013 A6 Ladies Open (với tư cách là tay golf nghiệp dư)[5]

## Đồng đội
Nghiệp dư
- Espirito Santo Trophy (đại diện cho Đan Mạch): 2012, 2014

Chuyên nghiệp
- The Queens (đại diện cho châu Âu): 2015, 2016